# Eric Carden Robert Mansergh
Sir Eric Carden Robert Mansergh, britanski general, * 1900, † 1970.